# ペーパーボーイ 真夏の引力
『ペーパーボーイ 真夏の引力』（ペーパーボーイ まなつのいんりょく、The Paperboy）は、2012年のアメリカ合衆国のスリラー映画である。出演はマシュー・マコノヒー、ザック・エフロン、ジョン・キューザック、ニコール・キッドマン、監督はリー・ダニエルズであり、ピート・デクスターによる1995年の小説『ペーパーボーイ』を原作としている。第65回カンヌ国際映画祭のコンペティション部門で上映され、パルム・ドールを争った。

## あらすじ
1969年、フロリダ州で暮らす青年ジャック・ジェンセンは問題を起こして大学を退学になり、父親の会社で新聞配達を手伝うだけの日々を送っていた。ある日、ジャックは大手新聞社の記者で、ある殺人事件の死刑囚にかけられた冤罪疑惑を取材するために帰省した兄、ウォード・ジェンセンの取材を手伝うことに。その最中、ジャックは死刑囚の婚約者で、謎めいた美貌の持ち主シャーロット・ブレスに心を奪われる。

## キャスト
※括弧内は日本語吹替
- ジャック・ジェンセン - ザック・エフロン（森田成一）
- ウォード・ジェンセン - マシュー・マコノヒー（咲野俊介）
- シャーロット・ブレス - ニコール・キッドマン（田中敦子）
- ヒラリー・ヴァン・ウェッター - ジョン・キューザック（家中宏）
- ヤードリー・ エイクマン - デヴィッド・オイェロウォ（砂山哲英）
- W・W・ジェンセン - スコット・グレン（板取政明）
- タイリー・ヴァン・ウェッター - ネッド・ベラミー
- エレン・ガスリー - ニーラ・ゴードン（竹内絢子）
- アニタ・チェスター - メイシー・グレイ（英語版）（東條加那子）

## 評価

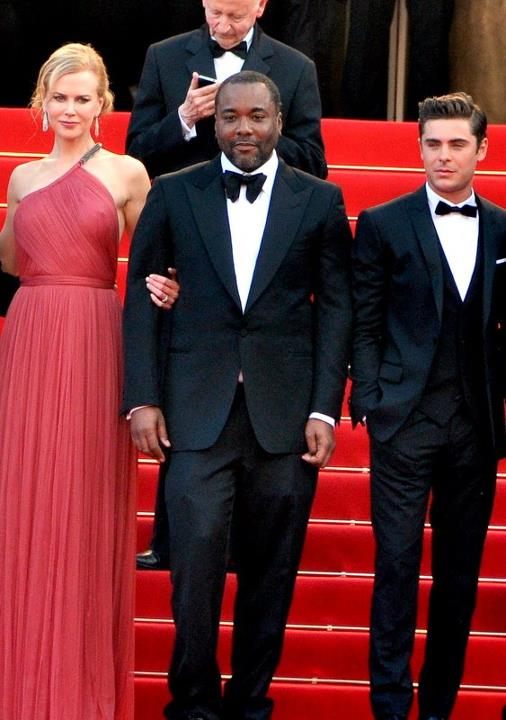
第65回カンヌ国際映画祭でプロモーションを行うニコール・キッドマン、リー・ダニエルズ、ザック・エフロン（2012年5月）。

Rotten Tomatoesでは147件のレビューで支持率は45%である。評価は、『ゴミのようでメロドラマ的なペーパーボーイ 真夏の引力は、強力なキャストと卑劣なプロットで盛り上げてくれるが、ムラがあり、しばしば野暮ったくなってしまう。』となっている。Metacriticでは38件のレビューで加重平均値は45/100である。 『The A.V. Club』では2012年最悪の映画として挙げられた。『ザ・ニューヨーカー』のマイケル・シュルマンは「非常に安っぽく、無意味」と評した。
最も絶賛されたのは、シャーロット・ブレスを演じたニコール・キッドマンで、ゴールデングローブ賞や全米映画俳優組合賞にノミネートされた。 

### 受賞とノミネート
| 賞                                     | 部門           | 対象                 | 結果       |
| -------------------------------------- | -------------- | -------------------- | ---------- |
| カンヌ国際映画祭                       | パルム・ドール | リー・ダニエルズ     | ノミネート |
| 全米映画俳優組合賞                     | 助演女優賞     | ニコール・キッドマン | ノミネート |
| ゴールデングローブ賞                   | 助演女優賞     | ニコール・キッドマン | ノミネート |
| オーストラリア映画協会賞               | 国際女優賞     | ニコール・キッドマン | ノミネート |
| 華鼎賞                                 | 国際女優賞     | ニコール・キッドマン | 受賞       |
| 女性映画ジャーナリスト同盟賞           | 助演女優賞     | ニコール・キッドマン | ノミネート |
| オースティン映画批評家協会賞           | 特別名誉賞     | マシュー・マコノヒー | 受賞       |
| サターン賞                             | 助演女優賞     | ニコール・キッドマン | ノミネート |
| 国際シネフィル協会賞                   | 助演女優賞     | ニコール・キッドマン | ノミネート |
| シネマブロガーアワード                 | 助演女優賞     | ニコール・キッドマン | ノミネート |
| ポルトガル・オンライン映画批評家協会賞 | 助演女優賞     | ニコール・キッドマン | ノミネート |
| オンライン国際映画賞                   | 助演女優賞     | ニコール・キッドマン | ノミネート |